# Еліза Лонго Боргіні
Еліза Лонго Боргіні (італ. Elisa Longo Borghini; нар. 10 грудня 1991, Вербанія, Італія) — італійська велогонщиця, бронзова призерка Олімпійських ігор 2016 та 2020 року.

## Виступи на Олімпіадах
| Олімпіада           | Дисципліна      | Місце |
| ------------------- | --------------- | ----- |
| Ріо-де-Жанейро 2016 | групова гонка   | 3     |
| Ріо-де-Жанейро 2016 | роздільна гонка | 5     |
| Токіо 2020          | групова гонка   | 3     |
| Токіо 2020          | роздільна гонка | 10    |